# Hansenium wilsoni
Hansenium wilsoni är en kräftdjursart som först beskrevs av Mueller1991.  Hansenium wilsoni ingår i släktet Hansenium och familjen Stenetriidae. Inga underarter finns listade i Catalogue of Life.